# Krombachswiesen und Struth bei Sechshelden
Krombachswiesen und Struth bei Sechshelden este o arie protejată (arie specială de conservare — SAC, sit de importanță comunitară — SCI) din Germania întinsă pe o suprafață de 342,38 ha, integral pe uscat.

## Localizare
Centrul sitului Krombachswiesen und Struth bei Sechshelden este situat la coordonatele 50°44′56″N 8°14′44″E / 50.7489°N 8.2456°E.

## Înființare
Situl Krombachswiesen und Struth bei Sechshelden a fost declarat sit de importanță comunitară în iunie 2000 pentru a proteja 10 specii de animale. Situl a fost protejat și ca arie specială de conservare în martie 2008.

## Biodiversitate
Situată în ecoregiunea continentală, aria protejată conține 6 habitate naturale: Cursuri de apă de la nivel de câmpie la nivel montan, cu vegetație Ranunculion fluitantis și Callitricho-Batrachion, Formațiuni de Juniperus communis pe lande sau pajiști calcaroase, Formațiuni ierboase bogate în specii de Nardus, dezvoltate pe substraturi silicioase în zone montane (și în zone submontane, în Europa continentală), Pajiști cu Molinia pe soluri calcaroase, turboase sau argilos-nămoloase (Molinion caeruleae), Fânețe de joasă altitudine (Alopecurus pratensis, Sanguisorba officinalis), Păduri aluvionare cu Alnus glutinosa și Fraxinus excelsior (Alno-Padion, Alnion incanae, Salicion albae).
La baza desemnării sitului se află mai multe specii protejate:
- păsări (9): barză albă (Ciconia ciconia ciconia), cristeiul de câmp (Crex crex), becațină comună (Gallinago gallinago), ciocârlie de pădure (Lullula arborea), presură sură (Miliaria calandra), pietrar sur (Oenanthe oenanthe), codroșul de pădure (Phoenicurus phoenicurus), mărăcinar (Saxicola rubetra), nagâț (Vanellus vanellus)
- nevertebrate (1): phengaris nausithous (Maculinea nausithous)

Pe lângă speciile protejate, pe teritoriul sitului au mai fost identificate 22 de specii de plante, 1 specie de păsări, 3 specii de mamifere, 19 specii de nevertebrate, 1 specie de pești, 1 specie de reptile.